# Karaçukur, Alaçam
Karaçukur là một xã thuộc huyện Alaçam, tỉnh Samsun, Thổ Nhĩ Kỳ. Dân số thời điểm năm 2010 là 185 người.